# Amblydisca rubriventris
Amblydisca rubriventris är en insektsart som först beskrevs av Victor Antoine Signoret 1855.  Amblydisca rubriventris ingår i släktet Amblydisca och familjen dvärgstritar. Inga underarter finns listade i Catalogue of Life.